# Plavecký Mikuláš
Plavecký Mikuláš é um município da Eslováquia, situado no distrito de Malacky, na região de Bratislava. Tem 26,73 km² de área e sua população em 2019 foi estimada em 731 habitantes.

## Demografia
| Ano:        | 1994 | 2004   | 2014   | 2024   |
| ----------- | ---- | ------ | ------ | ------ |
| Broj ljudi: | 731  | 719    | 717    | 740    |
| Razlika:    |      | -1,64% | -0,27% | +3,20% |

| Ano:               | 2023 | 2024   |
| ------------------ | ---- | ------ |
| Número de pessoas: | 729  | 740    |
| Diferença:         |      | +1,50% |